# City of God (Film)
City of God (portugiesisch Cidade de Deus) ist ein brasilianischer Kinofilm über das von Gewalt geprägte Leben in den Armenvierteln von Rio de Janeiro. Das Drehbuch orientiert sich an dem gleichnamigen Roman von Paulo Lins, der selbst in der „Stadt Gottes“ aufwuchs. Allerdings wurde der Stoff für den Film etwas gekürzt, da der Roman mehr als 40 Geschichten erzählt, und Buscapé als leitende Person hinzugefügt. Die Handlung basiert auf wahren Begebenheiten.

## Vorgeschichte
Um eine größere Authentizität zu erreichen, besetzte Fernando Meirelles das Schauspieler-Ensemble des Films fast ausschließlich mit Jugendlichen aus den Elendsvierteln von Rio. Mehrere hundert Jugendliche wurden dafür zu einem sechsmonatigen Theater-Workshop eingeladen und auf ihre späteren Rollen vorbereitet. Beim Schauspielunterricht wurde besonders auf Techniken der freien Improvisation Wert gelegt, die auch in den meisten Szenen im späteren Film eingesetzt wurden, um den Film authentischer zu gestalten.

## Handlung
Der Film erzählt die Ereignisse in einem real existenten Armenviertel Rios in den 1960er bis 1980er Jahren aus der Sicht von Buscapé. Die Cidade de Deus, im Vorort Jacarepaguá im Westen der Metropole gelegen, ist eine unwirtliche, auf dem Reißbrett entworfene und in den Staub gebaute Trabantenstadt vornehmlich für Landflüchtlinge aus dem seinerzeit von einer anhaltenden Dürre heimgesuchten Nordosten Brasiliens. So gut die Intentionen der Architekten gewesen sein mochten, die Cidade de Deus wurde zur seelenlosen Verwahrstätte für die Unterschicht, eine Brutstätte der Unmenschlichkeit.
So ist auch Buscapé sehr früh mit Gewalt konfrontiert worden. Sein Bruder Marreco ist in einer Bande, deren Mitglieder sich für große Gangster halten.
Diese Bande versucht durch verschiedene kleinere Überfälle an Geld zu kommen. Bei einem Überfall auf ein Stundenhotel eskaliert die Gewalt, als der achtjährige Löckchen alle Menschen im Hotel erschießt. An diesem Tag entdeckt Löckchen seinen Spaß am Töten. Die Gang löst sich auf, als sie von der Polizei wegen der Morde an den Hotelgästen ins Visier genommen wird, mehrere Gangmitglieder kommen in der Folge ums Leben. Auch Löckchen taucht für einige Zeit unter. An seinem 18. Geburtstag beschließt Löckchen mit seinem Freund Bené, „dem coolsten Gangster Rio de Janeiros“, Drogendealer zu werden. Dafür töten sie alle anderen Dealer in der Stadt Gottes mit Ausnahme von Karotte, der ein Freund von Bené ist. Nach einer schicksalhaften Begegnung mit einem Candomblé-Priester, der ihm einen Talisman gibt, wird aus Löckchen „Locke der Boss“, der sich die Macht im gesamten Stadtviertel sichert. Als Bené aus dem Drogengeschäft aussteigen und mit seiner Freundin Angélica aus der Stadt Gottes verschwinden will, eskaliert die Situation auf seiner Abschiedsparty. Locke beginnt einen Streit mit seinem Freund und es kommt zu einem Handgemenge. Derweil hat sich unbemerkt Neguinho, Karottes Geschäftsführer, auf die Feier geschlichen und will Locke töten. Im Getümmel wird jedoch versehentlich Bené anstelle von Locke erschossen.
Es kommt daraufhin zu einem Bandenkrieg („Das Leben in der Stadt Gottes war das Fegefeuer, jetzt ist es zur Hölle geworden.“). Der einzig verbliebene andere Drogendealer im Viertel, Karotte, genießt nach Benés Tod nun keine Immunität gegenüber Locke mehr. Karotte schließt sich mit Mané, dessen Freundin von Locke vergewaltigt wurde, zusammen, um sich vor Locke zu schützen und sich an ihm zu rächen.
Buscapé, dem eine Kleinbildkamera geschenkt wird, beginnt sich für das Fotografieren zu interessieren. Um seinem heimlichen Berufsziel, Pressefotograf zu werden, näher zu kommen, findet er einen Job bei einer Zeitung. So verteilt er morgens auf Kurierfahrten die Zeitungsauflage paketweise unter anderem auch in der Stadt Gottes. Nach der Festnahme des bei einer Schießerei verletzten Mané durch die Polizei erscheint dessen Name und Bild in allen Zeitungen. Locke ist wütend darüber, dass zugleich sein Name totgeschwiegen wird und sein Bild nirgends erscheint, wo er doch der Boss im Viertel ist. Er beauftragt seine Leute, von ihm und seiner Bande ein Gruppenfoto mit triumphierend hochgereckten Waffen zu machen, doch keiner kann mit dem Fotoapparat umgehen. Einer von Lockes Männern holt daraufhin Buscapé, dem es gelingt, das gewünschte Foto zu schießen. Er lässt den Film im Fotolabor der Redaktion entwickeln. Am nächsten Morgen fällt er aus allen Wolken, als er entdeckt, dass sein Foto auf der Titelseite der Zeitung erscheint. Er fürchtet damit den Zorn Lockes heraufbeschworen zu haben und kehrt in Furcht um sein Leben sofort zur Redaktion zurück und macht dort eine Szene, dass man sein Bild ungefragt veröffentlicht hat. Buscapé erhält dann die Chance seines Lebens: Fotograf für die Zeitung zu sein zunächst mit dem Auftrag, mehr Fotos von Locke zu liefern. Der wiederum ist regelrecht begeistert, dass er es nun auf die Titelseite der Zeitung geschafft hat und lässt Buscapé gern weitere Fotos machen.
Der Bandenkrieg erreicht sein Finale, als es zu einer Schießerei zwischen den Banden und der Polizei kommt. Locke und Karotte können festgenommen werden, jedoch wird Locke unterwegs von den Polizisten wieder freigelassen, da der Polizist, der Locke festnimmt, in Wahrheit auch der Waffenhändler ist, dessen Untergebenen Locke um seine Ware gebracht hat, ohne zu bezahlen, was er nun nachzuholen hat. Buscapé kann von der Freilassung Fotos machen und sieht, wie die Kinderbande, quasi der Nachwuchs, Locke entdeckt, ihn erschießt und somit zu den neuen Herrschern des Viertels wird. Die Fotos der Geldübergabe an die Polizisten und von der „Hinrichtung“ Lockes lässt Buscapé aber nicht in der Zeitung veröffentlichen, weil er um sein Leben fürchtet. Er begnügt sich damit, Fotos des Toten einzureichen, die ihm zu einem Praktikum bei der Zeitung verhelfen.

## Auszeichnungen und Wirkung
Der Film war sehr erfolgreich und bekam international sehr gute Kritiken und viele Auszeichnungen. So wurde er 2004 für vier Oscars nominiert, in den Kategorien Beste Regie, Bestes adaptiertes Drehbuch, Beste Kamera und Bester Schnitt, ging aber leer aus. In seinem Heimatland hat der Film eine Debatte über die Zustände in den Favelas angeregt, da der Film eindrucksvoll die andere Seite von Brasiliens Touristenmagnet Rio de Janeiro zeigt. Erwähnenswert ist auch der Soundtrack von Antonio Pinto, eine Mischung von Samba und Funk. Des Weiteren steht der Film in der Internet Movie Database auf Platz 25 der aus Nutzersicht besten Filme aller Zeiten (Stand Juli 2023).
2016 belegte City of God bei einer Umfrage der BBC zu den 100 bedeutendsten Filmen des 21. Jahrhunderts den 38. Platz.
Die Deutsche Film- und Medienbewertung FBW in Wiesbaden verlieh dem Film das Prädikat „besonders wertvoll“.

## Hintergründe
- In der deutschen Synchronisation wurde der Erzähler, Buscapé, von Xavier Naidoo gesprochen.
- Alle Darsteller – mit Ausnahme von Matheus Nachtergaele (Karotte), Seu Jorge (Mané) und Alice Braga (Angélica) – waren Laien, die aus den Slums rund um Rio rekrutiert wurden. Alexandre Rodrigues (Buscapé) lebt sogar tatsächlich in der „City of God“.
- Das Interview im Abspann des Filmes ist authentisch und zeigt den echten Mané.
- Der Film wurde nicht in der echten City of God gedreht, sondern in dem „Neubauviertel“ Nova Sepetiba und anderen Favelas.[4]

## Fortsetzungen
- Nach dem Erfolg des Films schufen die Produzenten Meirelles und Lund die Fernsehserie City of Men (2002–2005) sowie eine Filmversion City of Men (2007), in denen einige der Schauspieler (vor allem Douglas Silva und Darlan Cunha) und ihre Umgebung wieder vorkommen.[5]

- 2013 wurde ein Dokumentarfilm namens Stadt Gottes: 10 Jahre Später (Cidade de Deus: 10 Anos Depois) veröffentlicht. Der Film vereint die Besetzung und die Crew wieder und wirft einen Blick auf ihr Leben nach der Veröffentlichung des Originalfilms.[6]

## Filmmusik
1. Meu nome é Ze – Antonio Pinto, Ed Cortes
2. Vida de otario – Antonio Pinto, Ed Cortes
3. Funk da virada – Antonio Pinto, Ed Cortes
4. Estoria da boca – Antonio Pinto, Ed Cortes
5. Na Rua, Na Chuva, Na Fazenda – Hyldon
6. A Transa – Antonio Pinto, Ed Cortes
7. Metamorfose ambulante – Raul Seixas
8. Não Vem Que Não Tem (Nem Vem Que Não Tem) (1997 Digital Remaster) – Wilson Simonal
9. Preciso me encontrar – Cartola
10. Alvorada – Cartola
11. Convite para Vida – Antonio Pinto, Ed Cortes
12. O caminho do bem – Tim Maia
13. Morte ze pequeno – Antonio Pinto, Ed Cortes
14. Batucada remix – Antonio Pinto, Ed Cortes (Remix by DJ Camilo Rocha & DJ YAH)